# Hankook Tire
A Hankook Tire a világ egyik legnagyobb gumigyártó cége, székhelye Szöulban, Dél-Koreában van. Az eredeti név Chosun Tire Company, és csak 1968-ban vette fel a Hankook Tire Manufacture nevet. Beszállítója a Hyundai Motor Companynek, a Toyota Motor Corporation-nak, a Ford Motor Companynek,  General Motors Trucksnak, az International Truck and Engine Corporationnek. A cég gyárt akkumulátorokat, fékbetéteket is.

## Termékek

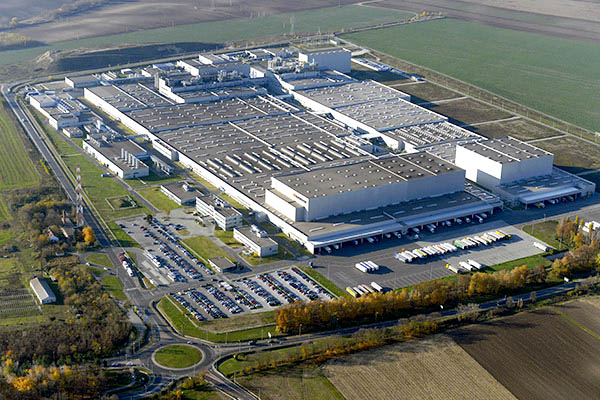
A magyarországi üzem Rácalmáson

- Optimo Plus
- Optimo Classi
- Optimo Gold
- Optimo Green
- Opti Super
- Ventus
- Mileage Plus
- Sprinter
- Sprinter Ace
- Aurora
- Nordik
- Black Bird
- Hanta Brake Lining & Pad
- Atlas BX Battery
- Dynapro MT
- Ice Bear W300